# A. J. Bouye
Arlandus Jacob „A. J.“ Bouye (* 16. August 1991 in Tucker, Georgia) ist ein ehemaliger US-amerikanischer American-Football-Spieler auf der Position des Cornerbacks. Er spielte zuletzt für die Carolina Panthers in der National Football League (NFL). Davor war er bei den Houston Texans, den Jacksonville Jaguars und den Denver Broncos unter Vertrag.

## College
Bouye besuchte die University of Central Florida (UCF) und spielte für deren Mannschaft, die Knights, zwischen 2009 und 2012 College Football. Insgesamt konnte er 110 Tackles setzen und einen Sacks verzeichnen. Außerdem gelangen ihm sechs Interceptions sowie zwei Touchdowns.

## NFL

### Houston Texans
Bouye fand zunächst beim NFL Draft 2013 keine Berücksichtigung wurde aber im Anschluss von den Houston Texans als Free Agent verpflichtet. Durch seine guten Leistungen während der Vorbereitung schaffte er es ins Team und wurde in seiner Rookie-Saison in sechs Partien sowohl als Cornerback als auch in den
Special Teams aufgeboten, bevor er mit einer Sehnenverletzung auf die Injured Reserve List gesetzt werden musste.
Nach zwei eher durchschnittlichen Saisonen gelang ihm 2016 der Durchbruch und war der beste Passverteidiger seines Teams.

### Jacksonville Jaguars
Im März 2017 unterschrieb er bei den Jacksonville Jaguars einen Fünfjahresvertrag über 67,5 Millionen US-Dollar.
Er konnte sich mit 18 Passverteidigungen und sechs Interceptions nochmals stark verbessern und wurde – wie auch der andere Starting-Cornerback der Jaguars Jalen Ramsey – erstmals in den Pro Bowl berufen.

### Denver Broncos
Am 3. März 2020 wurde bekannt, dass Bouye mit Beginn der neuen Saison am 18. März im Austausch gegen einen Viertrundenpick zu den Denver Broncos wechselt. Bouye kam in sieben Spielen für die Broncos zum Einsatz. Im Dezember 2020 wurde er wegen Gebrauches unerlaubter leistungssteigernder Mittel für sechs Spiele gesperrt. Nach Saisonende entließen die Broncos Bouye.

### Carolina Panthers
Am 7. April 2021 wurde Bouye von den Carolina Panthers unter Vertrag genommen. Er kam in zehn Spielen für Carolina zum Einsatz, davon siebenmal als Starter. Im März 2022 wurde Bouye von den Panthers entlassen.